# 大脱出2
『大脱出2』（だいだっしゅつ2、原題：Escape Plan 2: Hades）は、2018年制作のアメリカ合衆国・中国のアクション映画。
シルヴェスター・スタローン主演の『大脱出』の続編。今回はアーノルド・シュワルツェネッガーに代わり、デイヴ・バウティスタが相棒を演じる。

## あらすじ
前作から5年後、脱獄のプロ・ブレスリンは一流のスタッフを集めた警備会社を新設し、後進の育成に当たっていた。
そんなある日、スタッフのシューが姿を消し、コンピューター制御された最強セキュリティシステムの監獄“ハデス”に収監されているという噂が流れる。
ブレスリンはシューを救うべく、かつての友人デローサと共にハデスに収監され、知力と体力、カリスマ性をフル稼働させて脱獄に挑む。

## キャスト
※括弧内は日本語吹替
- レイ・ブレスリン - シルヴェスター・スタローン（ささきいさお）
- トレント・デローサ - デイヴ・バウティスタ（楠大典）
- シュー - ホアン・シャオミン（高橋広樹）
- ルーク - ジェシー・メトカーフ（峰晃弘）
- ハッシュ - カーティス・ジャクソン（山本満太）
- ジャスパー・キンブラル - ウェス・チャサム（英語版）（佐々健太）
- ユシェン・マー - チェン・タン（兼政郁人）
- アカラ - タイロン・ウッドリー（拝真之介）
- グレゴール・ファウスト - タイタス・ウェリヴァー（早川毅）
- アビゲイル - ジェイミー・キング（寺依沙織）
- ジュールス - リディア・ハル
- バグ - ピート・ウェンツ